# Quetzalpapálotl

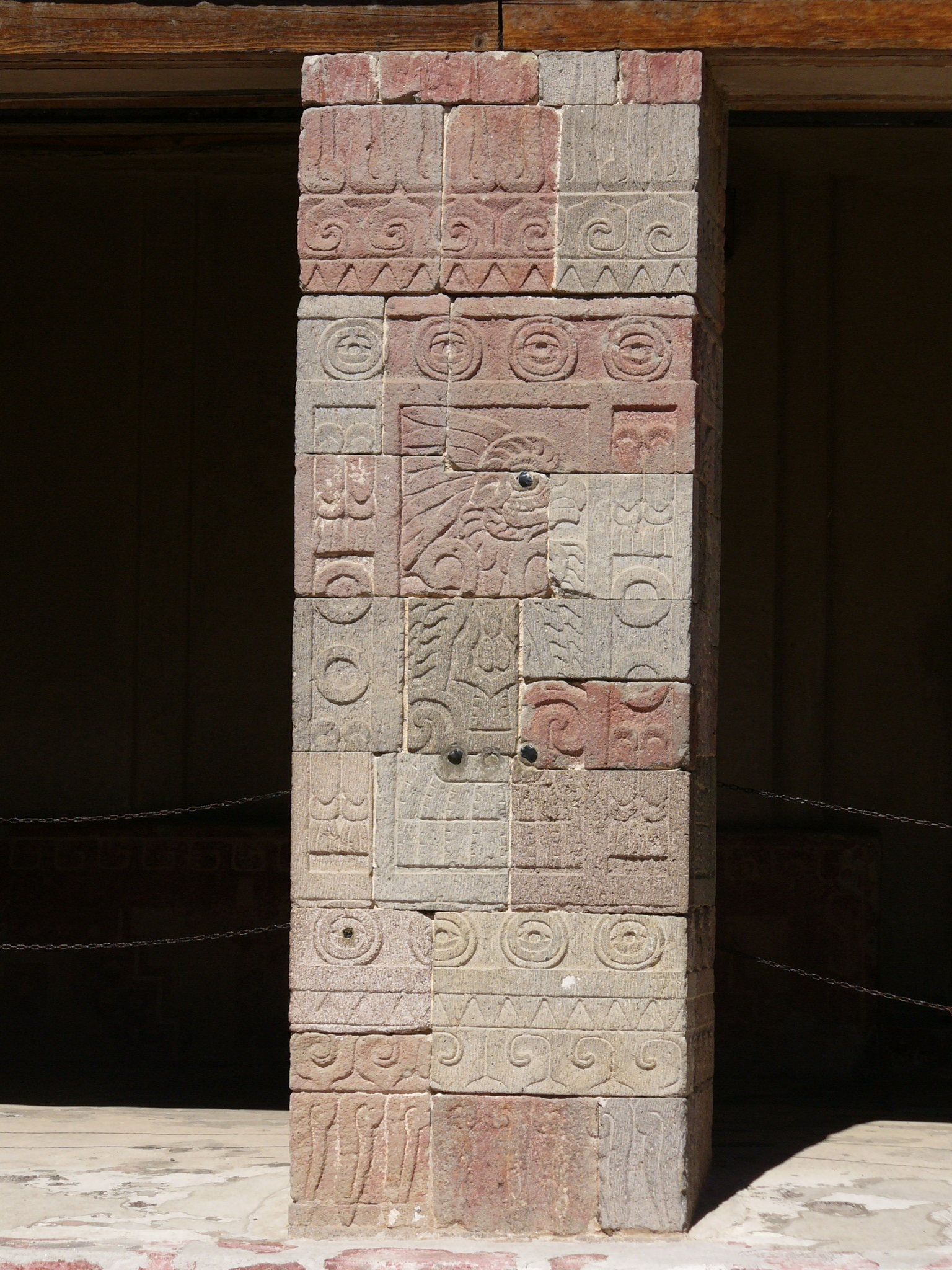
Columna en el palacio de Quetzalpapálotl.

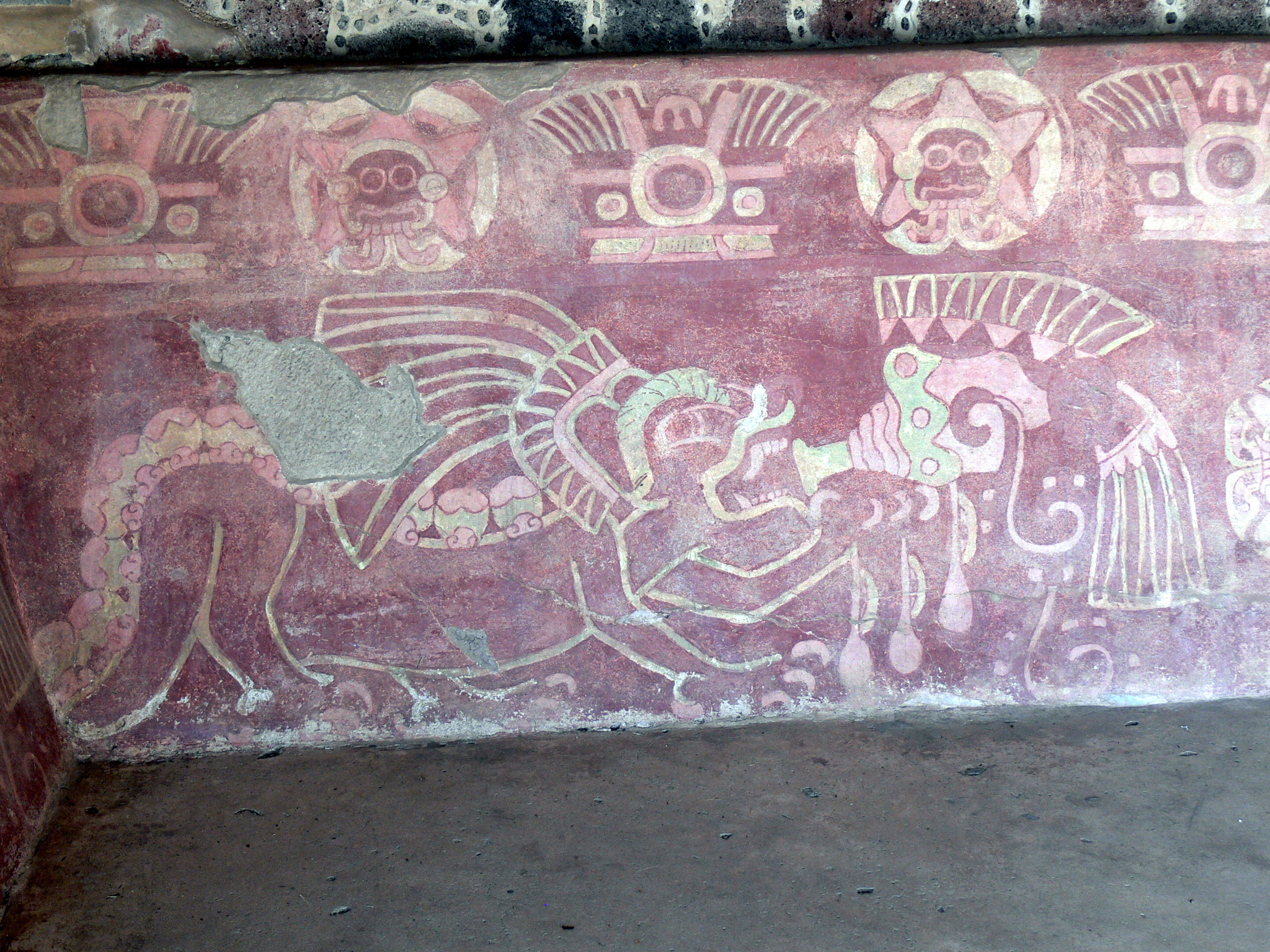
Jaguar emplumado en los murales del palacio de los Jaguares

El Quetzalpapálotl es un complejo en ruinas  localizado en Teotihuacán. El complejo es más conocido como el Palacio de Quetzalpapálot. Se conservan algunos murales en las estructuras del edificio. La entrada principal está en la Avenida de los Muertos y está al suroeste de la Pirámide de la Luna.

## Historia

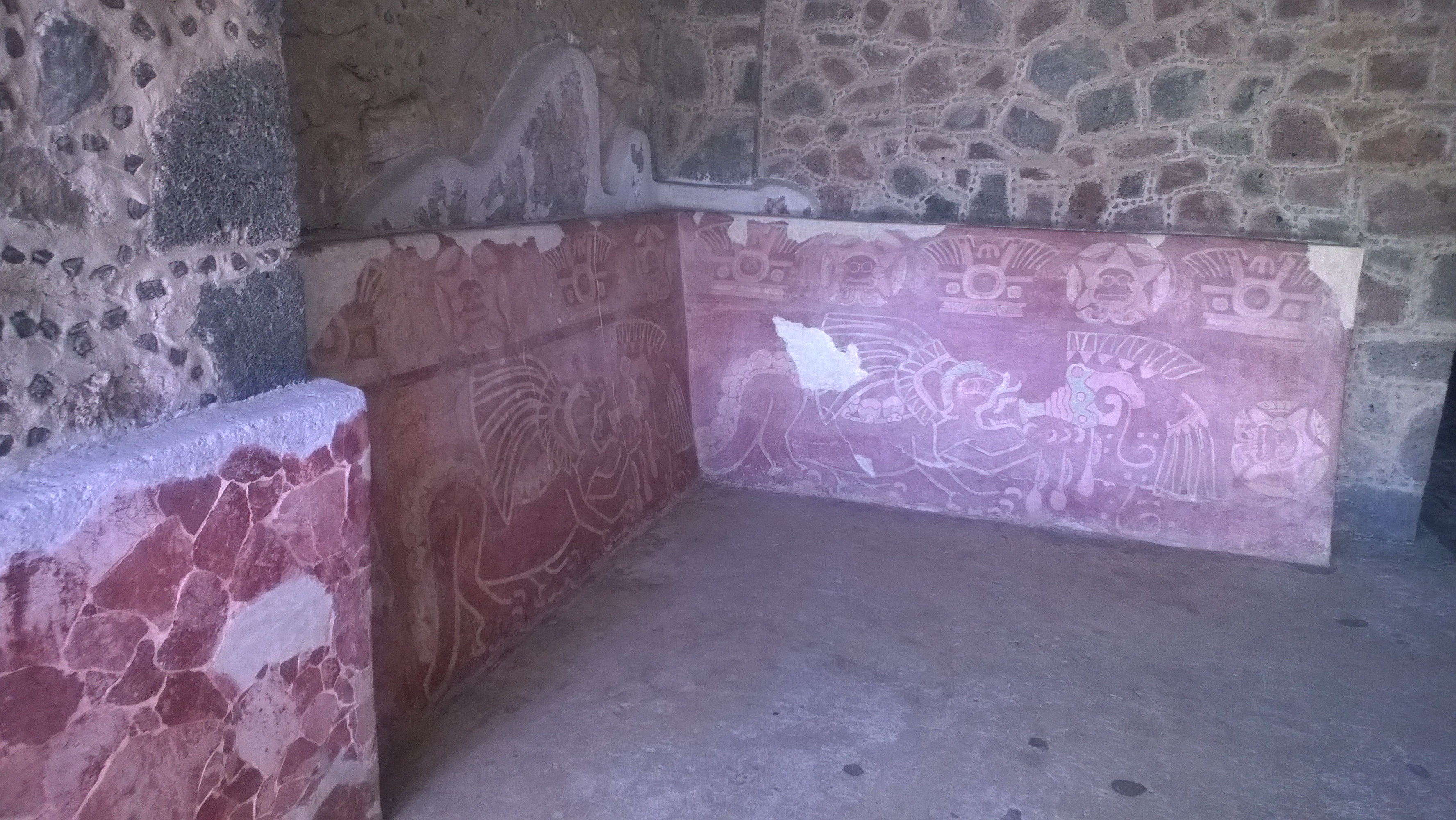
Restos de frescos en el Palacio de los Jaguares

Las estructuras conservadas fueron construidas alrededor del 450 a 500 d. C., estos edificios fueron construidos sobre estructuras aún más antiguas, del 250 a 300 d. C. Debido a la ubicación del palacio y la calidad de su arte, se cree que el complejo era el hogar de un sacerdote de alto nivel o de otra persona de rango importante. El complejo pudo también haber sido utilizado para  propósitos ceremoniales. El nombre Quetzalpapálotl proviene de las esculturas de pájaros mitológicos en los pilares de patio y viene del náhuatl quetzalli, pluma preciosa, y pāpālōtl, mariposa.
El complejo fue redescubierto en el 1962 por el arqueólogo Jorge Acosta. Entre 2009 y 2011 el complejo fue rehabilitado por el Instituto Nacional de Antropología e Historia.

## Estilo
En el Palacio de los Jaguares hay murales que muestran a felinos emplumados portando penachos de plumas de quetzal e imágenes de una deidad (esta deidad ha sido asociada con el dios de la lluvia Tláloc, de la cultura azteca, que fue más tardía). Frente a los felinos emplumados podemos encontrar representaciones de caracoles marinos y corazones humanos. En el Templo subterráneo de las Conchas Emplumadas, enterrado bajo el palacio, hay representaciones de un pájaro verde asociado con el agua y la vida.
El patio central del palacio está rodeado por pórticos que enmarcan los accesos a las cámaras interiores del palacio. Las columnas de piedra están talladas profusamente con representaciones de mariposas y plumas de quetzal, de ahí el nombre del palacio. En el tiempo que estuvo en funciones esta edificación, los relieves en las columnas fueron policromados.